# Hans Thiersch

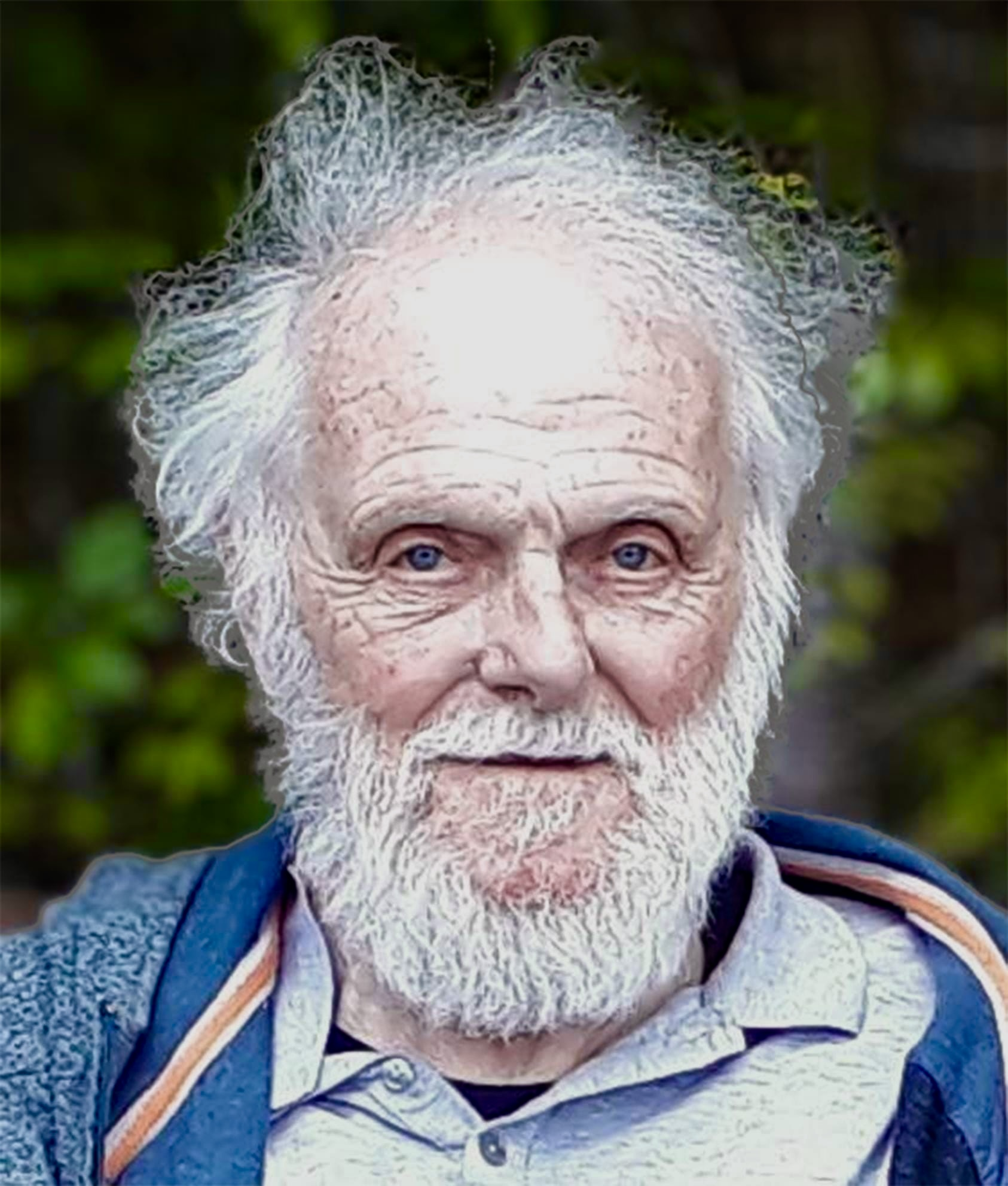
Hans Thiersch 2023

Hans Thiersch (* 16. Mai 1935 in Recklinghausen) ist ein seit 2002 emeritierter Professor für Erziehungswissenschaft und Sozialpädagogik an der Universität Tübingen. Thiersch hat Ende der 1970er Jahre den Begriff der Lebensweltorientierung in der Sozialen Arbeit geprägt.

## Leben und Wirken

### Kindheit und Jugend
Hans Thiersch wurde am 16. Mai 1935 in Recklinghausen geboren, als erstes von insgesamt vier Kindern des Diplomingenieurs Dr. Friedrich Thiersch (1907–2002) und dessen Frau Elisabeth Thiersch (geborene Gassner, 1911–1999). Thierschs Vater wurde aufgrund seiner Anstellung in einem kriegswichtigen Betrieb nicht als Soldat eingezogen. Während des Luftangriffs der Alliierten auf Recklinghausen 1944/45 war Thiersch bei Verwandten evakuiert. Die Kriegs- und auch die Nachkriegsjahre seien für die junge Familie regelmäßig von Angst und Mangel geprägt gewesen. Thierschs jüngere Schwester Elisabeth betont jedoch, die Eltern hätten ihr und ihren Geschwistern „im Luftschutzbunker ein großes Geborgenheitsgefühl vermittelt“. Thiersch besuchte in Recklinghausen das Gymnasium Petrinum.

### Studium und beruflicher Werdegang
Nach dem Abitur 1953 studierte Thiersch in München, Bonn und Göttingen Germanistik, Philosophie, Evangelische Theologie und Pädagogik. Er promovierte 1962 an der Universität Göttingen bei Walter Killy mit einer Arbeit über Jean Paul. Seit 1961 war er, noch angestellt von Erich Weniger, der aber im gleichen Jahr verstarb, Hilfsassistent, dann Assistent und schließlich Oberassistent am Pädagogischen Seminar der Universität Göttingen, zunächst bei Elisabeth Blochmann und dann bei Heinrich Roth.
1967 heiratete er Renate Thiersch (geborene Hetzel), eine Erziehungswissenschaftlerin mit dem Schwerpunkt der Pädagogik der frühen Kindheit. Das Paar hat vier Kinder, die zwischen 1971 und 1983 geboren wurden.
1967 wurde Thiersch als Professor an die Pädagogische Hochschule Kiel berufen und 1969 in die Lehrerbildungskommission des Gründungssenats der Universität Bremen. 1970 folgte Thiersch einem Ruf der Universität Tübingen auf einen Lehrstuhl für Erziehungswissenschaft unter besonderer Berücksichtigung der Sozialpädagogik.  Der in Tübingen neu eingerichtete Diplomstudiengang Erziehungswissenschaft war einer der ersten der dann auch an anderen Universitäten und Pädagogischen Hochschulen rasch entstehenden Studiengänge, der auch den Schwerpunkt Sozialpädagogik umfasste. In Tübingen engagierte sich Thiersch zudem in Reformprojekten der Heimerziehung, der Drogenhilfe und der Mobilen Jugendarbeit.
1974 wurde Thiersch Mitglied des Vorstands der Deutschen Gesellschaft für Erziehungswissenschaft (DGfE), deren Vorsitzender er von 1978 bis 1982 war. In diese Zeit fielen kritische Anfragen an die Notwendigkeit und Solidität des Schwerpunkts Sozialpädagogik im Diplomstudiengang Erziehungswissenschaft, die aber im Hinblick auf die vom Vorstand der DGfE eingerichtete Studienreformkommission geklärt werden konnten.
1977 begann Thiersch die Kooperation mit Hans-Uwe Otto, zunächst als Herausgeber der Zeitschrift „Neue Praxis“, und – zusammen mit Hanns Eyferth – als Herausgeber des Handbuchs Sozialpädagogik und Sozialarbeit (1. Auflage 1984). Seit 1980 war Thiersch zunächst Mitglied des Vereinsvorstands des Deutschen Jugendinstituts und später dann Vorsitzender von dessen Wissenschaftlichem Beirat.
1986 wurde Thiersch in die Sachverständigenkommission der Bundesregierung zur Erstellung des Achten Jugendberichts berufen. Der Bericht hat mit seinem Konzept einer lebensweltorientierten Sozialen Arbeit, zusammen mit dem ebenfalls 1990 verabschiedeten Kinder- und Jugendhilfegesetz, Selbstverständnis und Gestaltung der Jugendhilfe in den folgenden Jahren maßgeblich mitbestimmt. 1992 wurde Thiersch in den Gründungssenat für den Aufbau der Fakultät für Erziehungswissenschaft der Universität Dresden berufen, der er – nach der Berufung von Lothar Böhnisch als Gründungsprofessor – eng verbunden blieb. In Tübingen entstanden seit den späten 1990er Jahren ein Forschungsprojekt zu „Leistungen und Grenzen der Heimerziehung“, Theorie-Praxis-Projekte zur Neustrukturierung regionaler Jugendhilfeplanungen und – zusammen mit der Internationalen Gesellschaft für erzieherische Hilfen (IGfH) – Projekte der Praxisforschung und -entwicklung zur Etablierung des Konzepts „integrierte flexible Jugendhilfe“.
Thiersch erhielt 1996 die Ehrendoktorwürde der Universität Dresden und Lüneburg.
2002 wurde Thiersch emeritiert. Er lehrte weiter am Tübinger Institut für Erziehungswissenschaft und war als Referent und Lehrbeauftragter in Deutschland, in Österreich, der Schweiz, Slowenien und Luxemburg aktiv. Daneben engagiert er sich vor allem in der Weiterentwicklung des Konzepts der lebensweltorientierten Sozialen Arbeit in verschiedenen Praxisfeldern der Sozialen Arbeit, aber auch in Kooperation mit der Schulpädagogik, der Kriminologie und der Kinder- und Jugendpsychiatrie.

## Arbeitsschwerpunkte
Ausgang der pädagogischen Arbeiten von Thiersch ist das von Heinrich Roth im Rahmen der realistischen Wende der Erziehungswissenschaft bestimmte Konzept der Verbindung von Hermeneutik und Erfahrungswissenschaft. In der Aufnahme von Theorieentwürfen von Klaus Mollenhauer und kriminalsoziologischen und sozialpsychologischen Konzepten hat Thiersch in den 1970er Jahren zur Neubestimmung von Verwahrlosung im Kontext von Stigmatisierungsprozessen publiziert, unter der Adressaten der Jugendhilfe leiden und die das Jugendhilfesystem selbst produziert. Weitere wichtige Publikationen Thierschs bezogen sich auf die Kritik an der Heimerziehung als totaler Institution. In der kritischen Auseinandersetzung mit Tendenzen einer psychologischen oder politischen Vereinnahmung der Sozialpädagogik entwickelte Thiersch zunächst das Konzept einer alltagsorientierten Sozialpädagogik, die sich am Selbstverständnis der Adressaten, an der Normalität ihres Alltagsverhaltens ebenso wie in den Konflikten zu orientieren hat und darin Möglichkeiten eines gelingenderen Lebens freizusetzen sucht. Das von hier aus im Achten Jugendbericht entwickelte Konzept einer lebensweltorientierten Sozialen Arbeit unterstützt die Entwicklung und den Ausbau beratender, fördernder Hilfen, die vor allem ambulanter, familienorientierter und sozialraumorientierter Natur sind. Alltagsnähe, Regionalisierung, Prävention, Integration und Partizipation sind Struktur- und Handlungsmaximen einer lebensweltorientierten Sozialen Arbeit. Kasuistisch orientiert und dem methodischen Prinzip einer strukturierten Offenheit verpflichtet, versteht lebensweltorientierte Soziale Arbeit sich als kritisch reflexive Soziale Arbeit.
Diese allgemeinen Prinzipien konkretisiert Thiersch in seinen Schriften im Horizont der neueren gesellschaftlichen Entwicklung, der gegebenen Ungerechtigkeiten und Unübersichtlichkeiten, vor allem aber auch in Bezug auf die zunehmende Bedeutung der sozialen Medien und die Auseinandersetzung mit populistischen und rechtsautoritären Tendenzen.

## Vorgebliche Beteiligung am „Kentler-Netzwerk“
Im Februar 2024 legte im Auftrag der Senatsverwaltung für Bildung, Jugend und Familie in Berlin eine Autorengruppe der Institute für Sozial- und Organisationspädagogik sowie Erziehungswissenschaft der Universität Hildesheim einen Ergebnisbericht zum Forschungsprojekt „Helmut Kentlers Wirken in der Berliner Kinder- und Jugendhilfe“ vor. Zu den Erkenntnissen der Untersuchungen gehört dabei auch die Aufdeckung eines als Akteursnetzwerk bezeichneten Kontaktes untereinander, durch das pädokriminelle Handlungen umgesetzt, geduldet, arrangiert und legitimiert worden seien. Im Bericht wird dabei auch Hans Thiersch als Mitglied des Netzwerkes um den Sexualpädagogen und Pädophilen Helmut Kentler genannt. Der dabei verwendete Netzwerkbegriff kann in der Folge veröffentlichten wissenschaftlichen Auseinandersetzungen die Frage nach einer Zugehörigkeit Thierschs zu der genannten Gruppe nicht beantworten. Die Autoren der Untersuchung resümieren auf Basis von Aufsätzen der 70er Jahre (u. a. Thiersch zugeschriebener Herausgeberschaft) zudem: „Durch gemeinsame Publikationen und Positionierungen in fachwissenschaftlichen Diskussionen geben Akteure des Netzwerks wie Hans Thiersch und Herbert E. Colla-Müller Pädophilie legitimierenden Positionen und Personen einen Raum.“ Des Weiteren wird der Vorwurf geäußert, Thiersch soll als zentraler Akteur der sogenannten „Heimreform“ zur Bildung eines „zentralen Verdeckungsmodus“ für pädophile Übergriffe beigetragen haben. Der Nachweis dafür bleibt aus.

## Schriften (Auswahl)

### Bücher
- Kritik und Handeln, Neuwied 1977
- Die Entwicklung der Erziehungswissenschaft (m. U. Herrmann u. H. Rupprecht), Weinheim 1978
- Die Erfahrung der Wirklichkeit, Weinheim 1986, 2. Auflg. 2006
- Deutsche Lebensläufe in Autobiographien und Briefen (m. Walter Jens), Weinheim 1987
- Lebensweltorientierte Soziale Arbeit, 1992, 7. Auflage, Weinheim 2009
- Lebenswelt und Moral, Weinheim 1995
- Positionsbestimmungen der Sozialen Arbeit, Weinheim 2001
- Sozialpädagogisches Denken. Wege zu einer Neubestimmung (m. L. Böhnisch und W. Schröer), Weinheim 2005
- Die Stimme der Adressaten. Empirische Forschung über Erfahrungen von Mädchen und Jungen mit der Jugendhilfe (m. Maria Bitzan und Eberhard Bolay), Weinheim und München 2006
- Spiegelungen. Lebensweltorientierung und Lebensbewältigung. Gespräche zur Sozialpädagogik (m. L. Böhnisch), Weinheim und Basel 2014
- Soziale Arbeit und Lebensweltorientierung. Gesammelte Aufsätze. Weinheim und Basel 2015
  - Bd. 1: Konzepte und Kontexte
  - Bd. 2: Handlungskompetenz und Arbeitsfelder

### Herausgeberschaften
- Handbuch Sozialarbeit/Sozialpädagogik (mit Hanns Eyferth und Hans-Uwe Otto), 1984 2., völlig neu bearbeitete Aufl. (m. H.-U. Otto), Neuwied 2001, 4. völlig neu bearbeitete Aufl. (m. H.-U. Otto), Ernst Reinhard Verlag, 2011
- Gerechtigkeit und Selbstverwirklichung (m. B. Müller), Freiburg 1987
- Die herausgeforderte Moral (m. Th. Rauschenbach), Bielefeld 1987
- „Überall in den Köpfen und Fäusten“ – Auf der Suche nach Ursachen und Konsequenzen von Gewalt (m. J. Wertheimer u. K. Grunwald), 1994
- Praxis der Lebensweltorientierten Sozialen Arbeit (m. K. Grunwald), Weinheim 2004
- Zur Identität der sozialen Arbeit (Treptow, R), Sonderheft 10 der Neuen Praxis, 2011

Festschrift
- Klaus Grunwald u. a. (Hrsg.): Alltag, Nicht-Alltägliches und die Lebenswelt. Beiträge zur lebensweltorientierten Sozialpädagogik. Festschrift für Hans Thiersch zum 60. Geburtstag. Juventa-Verlag, Weinheim 1996, ISBN 3-7799-1037-3

## Auszeichnungen
- Ehrendoktor der TU Dresden (1996)
- Ehrendoktor der Universität Lüneburg
- Ernst-Christian-Trapp-Preis der DGfE (2010)
- ConSozial Wissenschaftspreis (2016)

## Belege
1. 1 2  Tagebuch erzählt von Bomben und Hunger. In: Kurier zum Sonntag 11/20. 14. März 2020, abgerufen am 17. Mai 2025.
2. ↑  Friedrich Thiersch: Tagebuchauszüge von Dr. Friedrich Thiersch 1944/1945. In: „Die vorderste Linie der Heimatfront“. Recklinghausen im 2. Weltkrieg. Georg Möllers, Jürgen Pohl, 2020, abgerufen am 17. Mai 2025.
3. ↑  Gymnasium Petrinum Recklinghausen: Bibliographia Petriniana. Abgerufen am 17. Mai 2025.
4. 1 2 3  Katholische Hochschule Nordrhein-Westfalen: Theorien der Sozialen Arbeit. 2018, abgerufen am 17. Mai 2025 (deutsch).
5. ↑  Hans Thiersch: Kurzbiografie. 7. August 2024, abgerufen am 17. Mai 2025.
6. ↑  Deutscher Bundestag (Hrsg.): Achter Jugendbericht der Bundesregierung. Bonn 1990.
7. ↑  Hans Thiersch: Lebensweltorientierte Soziale Arbeit. 1.  Auflage. Juventa, Weinheim 1992.
8. ↑  Baur, Dieter/Finkel, Margarete/Hamberger, Matthias/Kühn, Axel D.: Leistungen und Grenzen von Heimerziehung. Ergebnisse einer Evaluationsstudie stationärer und teilstationärer Erziehungshilfen. Kohlhammer, Stuttgart / Berlin / Köln 1998.
9. ↑  Lenz, Stefan / Peters, Friedhelm (Hrsg.): Kompendium integrierte flexible Hilfen. Beltz Juventa, Weinheim und Basel 2020.
10. ↑  Hans Thiersch: Kritik und Handeln. Luchterhand, Neuwied 1977.
11. ↑  Hans Thiersch: Alltagshandeln und Sozialpädagogik. In: Neue Praxis. Heft 1, 1978, S. 6–28.
12. ↑  Hans Thiersch: Positionsbestimmung der Sozialen Arbeit. Juventa, Weinheim 2002.
13. ↑  Hans Thiersch: Lebensweltorientierte Soziale Arbeit - revisited. Beltz Juventa, Weinheim und Basel 2020.
14. ↑  Hans und Renate Thiersch: Lebensweltorientierung revisited. Akzentuierungen im Konzept und einige Bemerkungen aus Anlass der Corona-Pandemie. In: M. Liebig / M. Schweder (Hrsg.): Sozialpädagogik und ihre Didaktik. 2.  Auflage. Beltz Juventa, Weinheim und Basel 2022, S. 9–23.
15. ↑  Meike Baader, u. a.: Ergebnisbericht „Helmut Kentlers Wirken in der Berliner Kinder- und Jugendhilfe – Aufarbeitung der organisationalen Verfahren und Verantwortung des Berliner Landesjugendamtes“. In: Publikationsserver der Universität Hildesheim. Universität Hildesheim, 23. Februar 2024, S. 7, abgerufen am 12. September 2024.
16. ↑  Meike Baader, u. a.: Ergebnisbericht „Helmut Kentlers Wirken in der Berliner Kinder- und Jugendhilfe – Aufarbeitung der organisationalen Verfahren und Verantwortung des Berliner Landesjugendamtes“. In: Publikationsserver der Universität Hildesheim. Universität Hildesheim, 23. Februar 2024, S. 27 & 34, abgerufen am 26. Februar 2024.
17. ↑  Meike Baader, u. a.: Ergebnisbericht „Helmut Kentlers Wirken in der Berliner Kinder- und Jugendhilfe – Aufarbeitung der organisationalen Verfahren und Verantwortung des Berliner Landesjugendamtes“. In: Publikationsserver der Universität Hildesheim. Universität Hildesheim, 23. Februar 2024, S. 9, abgerufen am 29. August 2024.
18. ↑  Meike Baader, Nastassia Böttcher, Carolin Ehlke, Carolin Oppermann, Julia Schröder, Wolfgang Schröer: Ergebnisbericht „Helmut Kentlers Wirken in der Berliner Kinder- und Jugendhilfe – Aufarbeitung der organisationalen Verfahren und Verantwortung des Berliner Landesjugendamtes“. 2024, S. 15, doi:10.18442/256 (uni-hildesheim.de [abgerufen am 1. August 2024]).
19. 1 2  Kappeler, Manfred; Struck, Norbert: Aufklärung verlangt Respekt – vor Fakten und Personen! 2024 (pedocs.de [abgerufen am 16. Juli 2024]).
20. ↑  Michael Winkler: Zeitschrift für Sozialpädagogik ZfSp. Causa Hildesheim. Hrsg.: Christian Niemeyer. Nr. 2. Beltz Juventa, 2024, ISSN 1610-2339, S. 203.
21. ↑  Josef Scheipl: Anmerkungen zu einem (bewusst?) unvollständig gehaltenen Bericht. In: Zeitschrift für Sozialpädagogik 2/2024. 12. August 2024, ISSN 1610-2339, S. 196–202, doi:10.3262/ZFSP2402196 (beltz.de [abgerufen am 29. August 2024]).
22. ↑  Meike Baader, u. a.: Ergebnisbericht „Helmut Kentlers Wirken in der Berliner Kinder- und Jugendhilfe – Aufarbeitung der organisationalen Verfahren und Verantwortung des Berliner Landesjugendamtes“. In: Publikationsserver der Universität Hildesheim. Universität Hildesheim, 23. Februar 2024, S. 27, abgerufen am 26. Februar 2024.
23. ↑  Meike Baader, u. a.: Ergebnisbericht „Helmut Kentlers Wirken in der Berliner Kinder- und Jugendhilfe – Aufarbeitung der organisationalen Verfahren und Verantwortung des Berliner Landesjugendamtes“. In: Publikationsserver der Universität Hildesheim. Universität Hildesheim, 23. Februar 2024, S. 34, abgerufen am 26. Februar 2024.
24. ↑  Norbert Struck, Friedhelm Peters: Es gibt Formen der „Aufarbeitung“ von sexualisierter Gewalt, die man in solcher Form besser unterließe ... In: Forum Erziehungshilfen. Nr. 3, 12. August 2024, ISSN 0947-8957, S. 131–131, doi:10.3262/FOE2403131 (beltz.de [abgerufen am 12. September 2024]).

| Personendaten    | Personendaten                                                                                    |
| ---------------- | ------------------------------------------------------------------------------------------------ |
| NAME             | Thiersch, Hans                                                                                   |
| KURZBESCHREIBUNG | deutscher Pädagoge und Hochschullehrer, Professor für Erziehungswissenschaft und Sozialpädagogik |
| GEBURTSDATUM     | 16. Mai 1935                                                                                     |
| GEBURTSORT       | Recklinghausen                                                                                   |